# 캐슬바니아: 하모니 오브 디스페어
《캐슬바니아: 하모니 오브 디스페어》는 코나미가 제작한 협동 플레이 플랫폼 게임이다. 《캐슬바니아》 시리즈 전역에 등장하는 컨텐츠를 종합한 스테이지, 캐릭터 및 적들이 등장하는 것이 특징이다. 일본에서는 《악마성 드라큘라: 하모니 오브 디스페어》라는 제목으로 발매됐다.
2010년 8월 엑스박스 360으로 먼저 출시됐으며 2011년에 플레이스테이션 3으로 출시됐다. 발매 후 5개의 스테이지와 추가 플레이어 캐릭터들이 DLC 형태로 발매됐다.

## 개발 및 출시
2010년 5월 27일 OFLCA 등급 위원회를 통해 《캐슬바니아: 하모니 오브 디스페어》에 대한 정보가 처음 유출돼 알려졌으며, 2010년 엑스박스 라이브 서머 오브 게이밍를 통해 공식적으로 처음 발표됐다.

## 참조
1. ↑  영어: Castlevania: Harmony of Despair
2. ↑  일본어: 悪魔城ドラキュラ ハーモニー オブ ディスペアー